# コットンアイジョー
「コットン・アイ・ジョー」（英語: Cotton-eyed Joe）はアメリカ合衆国とカナダの民謡である。様々な種類が北アメリカ一帯に見られる。ラインダンスの主要な伴奏としてここ20~30年の間に広まった。近年ではスウェーデンのユーロダンスバンドレッドネックスが1994年に「Cotton Eye Joe」としてリリースした。

## 概要
正確な起源は明確となっていないが南北戦争の頃までは遡ることができる。長年にわたって様々なヴァージョンの曲が様々なヴァージョンの歌詞と共に記録されている。二十世紀の前半に北アメリカの英語圏で広く知られるようになった。更に数十年経つと南アメリカを除いて次第にその人気は衰えていった。南アメリカの一部の地域では今なお民謡として好評である。とりわけ伝統的なラインダンスでは、歌詞を歌わずフィドル（ヴァイオリン）のインストルメンタル曲として一般に広く演奏されている。
ヨーロッパではスポーツイベントで有名でアメリカでも、ニューヨーク・ヤンキースとボストン・レッドソックスの試合で演奏されポピュラーである。
なお、「Cotton-eyed Joe」の発音は口語として、Cotton (katn) の n と eyed (aid) の e が一緒に発音され、更にeyed (aid) とJoe (dZou) が縮まり、カトナイジョー (katnaidZou) となる。

## レッドネックスのカバー
1994年にスウェーデンのユーロダンスバンドであるレッドネックスが「コットン・アイ・ジョー」（英語: Cotton Eye Joe。原曲とは「eyed」と「eye」が異なる）としてアメリカの伝統楽器（バンジョー、フィドル、ハーモニカ）を融合してカバーした。
ヨーロッパで絶大な人気を誇り、ヨーロッパでのシングル売上は250万枚以上に達した。音楽ヒットチャートではドイツで10週間1位、デンマークで18週間1位、ヨーロッパ総合チャートで5週間1位となり、また1995年1月にイギリスとアメリカで1位となりオーストラリアで4月に8位となった。
日本国内でもFM802の1995年3月度の洋楽ヘビーローテーションに選出され、また深夜に放送されていた音楽番組『BEAT UK』(フジテレビ)でもUKシングルチャートでNo.1を獲得した。
2002年にはリミックスされ世界各国のYMCA、エカリナ、エレクトロニックスライドといった曲のようなDJのスタンダードナンバーとなった。

## インターネットミーム化
2024年2月10日に、YouTuberのMegaBenによってビデオゲーム『Roblox』の無料アイテム「Man's Face」の顔のチキンナゲットとチキンウィングがレッドネックスのカバーを歌う動画が流行。
2024年6月から、YouTuberのOmegaMelonsによって「オメガ」のミーム化が加速され、コットンアイジョーをオリジナルにカバーしていくスタイルも生まれた。このときにチキンナゲットやフライドチキンにおさまらず、人参や大根などの野菜やアイスクリームビーン、ブラックサポテなどの珍しい果物などもミーム化された。
2024年8月27日時点で3200万回以上再生されていて、日本でも「ナゲットミーム」と呼ばれ親しまれている。

## メディア
- 民謡としてのコットンアイジョー